# Raiven (певачица)
Сара Бришки Цирман (словен. Sara Briški Cirman, 26. април 1996) познатија под уметничким именом Raiven је словеначка певачица, текстописац и харфисткиња.
Певачица је 2015. године дипломирала на Факултету, смер соло певања и наставила музичко образовање на љубљанској Академији за музику, где је дипломирала 2018. године у класи професорке Аленке Дернац Бунта. Године 2017. Рејвен је објавила свој деби албум Magenta, а касније је добила награду Словеначког културно-уметничког друштва за достигнућа у развоју словеначке музике. Она је 4. јула 2019. наступила на Егзит фестивалу у Новом Саду.
Певачица је три пута учествовала у словеначком националном избору за Песму Евровизије (ЕМА) 2016, 2017. и 2019. године, где је заузела друго, треће и друго место. У јануару 2024. године национални емитер РТВСЛО је интерном селекцијом одабрао певачицу за учешће на Песми Евровизије 2024. са песмом Вероника.

## Дискографија

### Албуми
| Име           | Година |
| ------------- | ------ |
| Magenta       | 2017.  |
| REM           | 2019.  |
| Sirene, Pt. 1 | 2024.  |